# Emmer (Weser)
Die Emmer (früher lateinisch Ambriuna genannt) ist ein 61,8 km langer, südwestlicher und linksseitiger Nebenfluss der Weser in Nordrhein-Westfalen und Niedersachsen (Deutschland). Entlang der Emmer verlaufen der Emmerweg und teilweise die Bahnstrecke Hannover–Altenbeken.

## Name
In frühmittelalterlichen Texten wird der Fluss als Ambra oder Embrine bezeichnet. Der Gewässername leitet sich vermutlich von germanisch am(a)-/ami- für 'natürlicher Wasserlauf' oder auch am(a)- mit der Bedeutung 'energisch vorgehen, anpacken' ab.

## Geographie

### Quelle

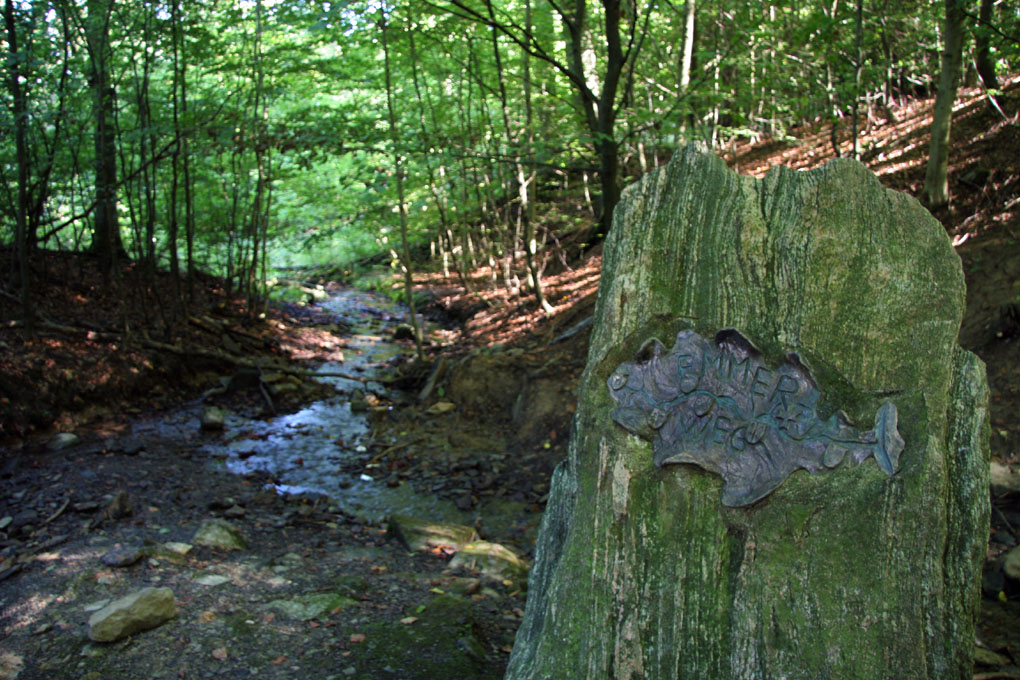
Die Emmerquelle in Langeland

Die Emmer entspringt im Eggegebirge. Ihre Quelle befindet sich am Ostabhang des 427 m hohen Rehberges, nördlich eines östlichen Ausläufers namens Habichtsberg. Sie liegt in der Gemarkung Langeland der Stadt Bad Driburg, etwa einen Kilometer südwestlich der Ortslage Langeland.

### Verlauf

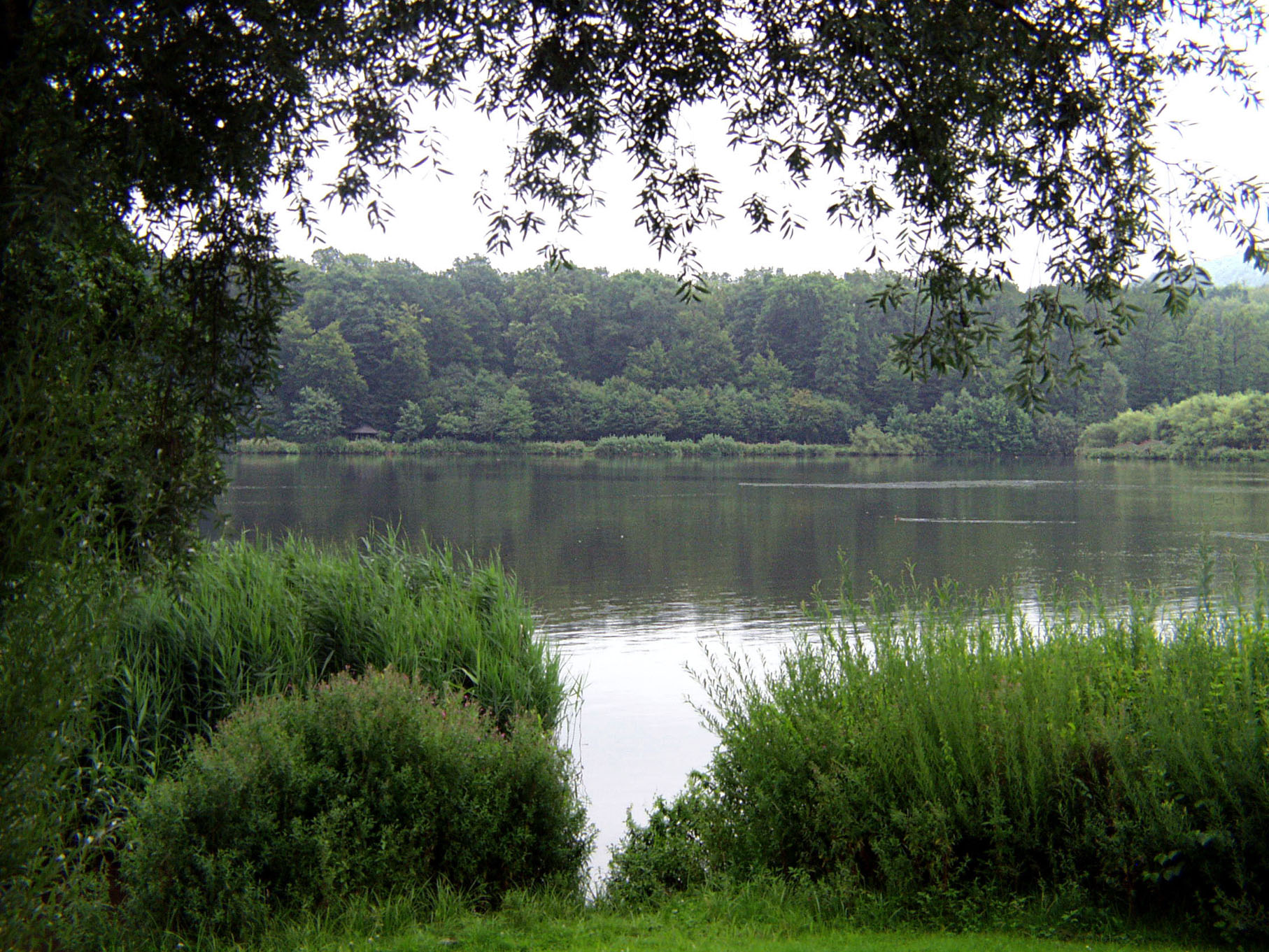
Teilansicht des Emmerstausees vor dem Bau der Umflut im August 2005

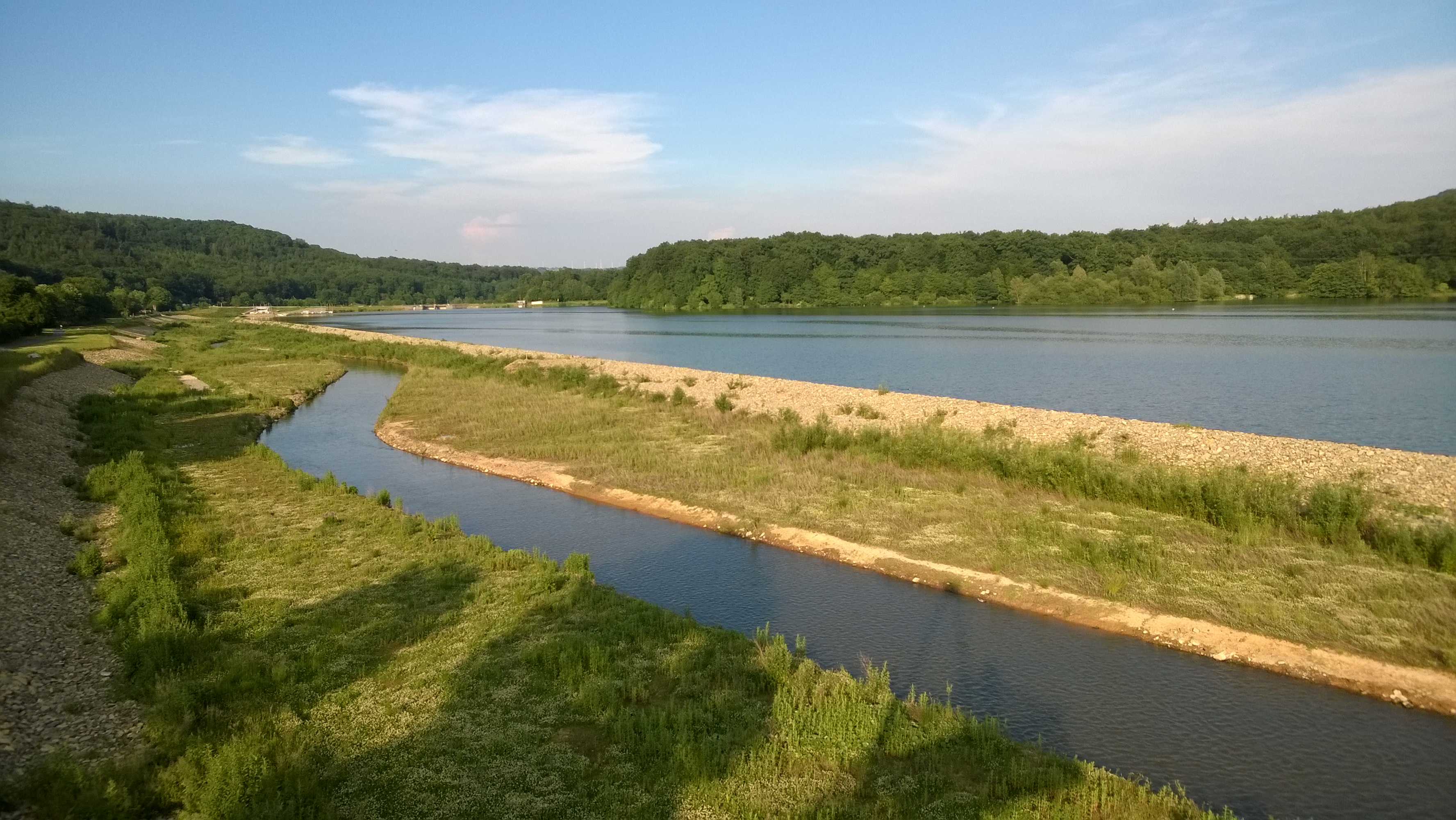
Umflut der Emmer um den Schiedersee im Juni 2016

Anfangs fließt die Emmer in nordöstliche Richtung und quert den Ort Langeland. In der Ortschaft Erpentrup nimmt der Fluss das Wasser des Breitenbachs auf und durchfließt die Gebiete der Städte Nieheim, Steinheim nach Schieder-Schwalenberg, wo sie direkt nordöstlich von Schieder nach Aufnahme der Diestel und Niese von 1983 bis 2015 zum Schiedersee gestaut wurde. Da der Schiedersee durch den Sedimenteintrag der Emmer zu verlanden drohte und zudem eine Wanderungsbarriere für Wassertiere darstellte, wurde von 2012 bis 2015 eine Umflut am Nordufer des Sees gebaut. Durch diese Umflut wird die Emmer seit Juni 2015 am Schiedersee vorbeigeleitet. Danach fließt die Emmer durch Lügde und Bad Pyrmont. Unweit ihrer Mündung in die Weser fließt die Emmer unmittelbar am Schloss Hämelschenburg vorbei und treibt dort das Mühlrad der historischen Mühle und eine moderne Turbine zur Stromgewinnung an. Zwischen Bodenwerder und Hameln und zwischen den Ortsteilen Emmern und Kirchohsen der Gemeinde Emmerthal mündet der Fluss schließlich nach 61,8 Kilometern auf einer Höhe von 76 m ü. NN von links in die Weser. An der Mündung hat die Emmer eine mittlere Wasserführung von rund 7,7 m³/s.

### Zuflüsse
Liste einer Auswahl der Zuflüsse von der Quelle zur Mündung.
- Voßbach, von rechts auf etwa 221 m ü. NHN nach Langeland, ca. 2,1 km und ca. 1,4 km²
- Breitenbach, von links auf etwa 211 m ü. NHN in Erpentrup, ca. 3,1 km und ca. 3,7 km²
- Fischbach, von links auf etwa 177 m ü. NHN vor Himmighausen, 5,6 km und 8,9 km²
- Mühlenbach oder Emmerkebach, von rechts auf etwa 151 m ü. NHN nach Oeynhausen, 9,0 km und 14,8 km²
- Beberbach oder Beber, von rechts auf etwa 143 m ü. NHN, 10,4 km und 37,1 km²
- Kabenwiesenbach, von links auf etwa 138 m ü. NHN bei Eichholz, 5,7 km und 3,0 km²
- Holmbach, von rechts auf etwa 135 m ü. NHN, 4,8 km und 7,3 km²
- Heubach, von links auf etwa 130 m ü. NHN in Steinheim, 17,6 km und 61,0 km²
- Napte, von links auf etwa 126 m ü. NHN bei Wöbbel, 10,7 km und 23,5 km²
- Ellernbach, von links auf etwa 126 m ü. NHN am Schloss in Wöbbel in den dortigen linken Mühlkanal, 2,6 km und 3,2 km²
- Diestel(bach), von links auf etwa 119 m ü. NHN vor Schieder, 11,3 km und 64,4 km²
- Niese, von rechts auf etwa 117 m ü. NHN bei Schieder, 25,7 km und 69,6 km²
- Steinbach, von rechts auf etwa 118 m ü. NHN in die Emmertalsperre, deren Abfluss auf etwa 110 m ü. NHN von rechts in die Emmer mündet
- Uhlensenbach, von links auf etwa 105 m ü. NHN
- Wörmke, von rechts auf etwa 104 m ü. NHN vor Lügde, ca. 10,5 km und 49,0 km²
- Dallensenbach, von rechts auf etwa 101 m ü. NHN in Lügde
- Eschenbach, von links auf etwa 101 m ü. NHN in Lügde
- Schledengraben, zuletzt im Mühlkanal Kleine Emmer, von rechts auf etwa 100 m ü. NHN in Lügde
- Hambornbach, von links bei Bad Pyrmont
- Mühlenbach oder Tiefer Graben, von links bei Bad Pyrmont
- Hessenbach, von links bei Löwensen
- Deidevser Bach, von rechts bei Welsede
- Hohebach, von links vor Emmerthal

### Ortschaften
flussabwärts betrachtet 
- Langeland, Ortsteil von Bad Driburg
- Erpentrup, Ortsteil von Bad Driburg
- Merlsheim, Ortsteil von Nieheim
- Himmighausen, Ortsteil von Nieheim
- Oeynhausen, Ortsteil von Nieheim
- Stadt Steinheim
- Wöbbel, Ortsteil von Schieder-Schwalenberg
- Schieder, Ortsteil von Schieder-Schwalenberg
- Glashütte, Ortsteil von Schieder-Schwalenberg
- Harzberg, Ortsteil von Lügde
- Stadt Lügde
- Stadt Bad Pyrmont
- Löwensen, Ortsteil von Bad Pyrmont
- Thal, Ortsteil von Bad Pyrmont
- Welsede, Ortsteil von Emmerthal
- Hanebülten, Ortsteil von Emmerthal
- Amelgatzen, Ortsteil von Emmerthal
- Hämelschenburg, Ortsteil von Emmerthal
- Emmern, Ortsteil von Emmerthal
- Kirchohsen, Ortsteil von Emmerthal

## Hydrologie
Das Einzugsgebiet der Emmer ist 535 km² groß. Es erstreckt sich mit einer größten Breite von rund 26 Kilometern und einer größten Länge von fast 40 Kilometern zwischen der Weser bei Emmern und dem Eggegebirge sowie dem Köterberg und der Blomberger Ortschaft Brüntrup. Davon entfallen 246 km² auf die Obere Emmer bis zur Einmündung des Heubachs, 142 km² auf den Mittellauf bis zur Niesemündung und 149 km² auf den Unterlauf.
Der Abfluss der Emmer beträgt am Pegel Welsede in Emmerthal bei Niedrigwasser (MNQ) durchschnittlich 2,2 m³/s. Der mittlere Abfluss (MQ) beträgt 7,6 m³/s, der mittlere Hochwasserabfluss (MHQ) 38,4 m³/s und der Abfluss bei einem Jahrhunderthochwasser (HQ100) 229 m³/s.

## Naturschutz
Die Emmer steht mit ihrem Talraum unterhalb des Emmerstausee bis zur Mündung in die Weser vollständig unter Naturschutz. Der Abschnitt in Nordrhein-Westfalen wurde 1992 unter Naturschutz gestellt, der Abschnitt in Niedersachsen folgte 1994.

## Nutzung

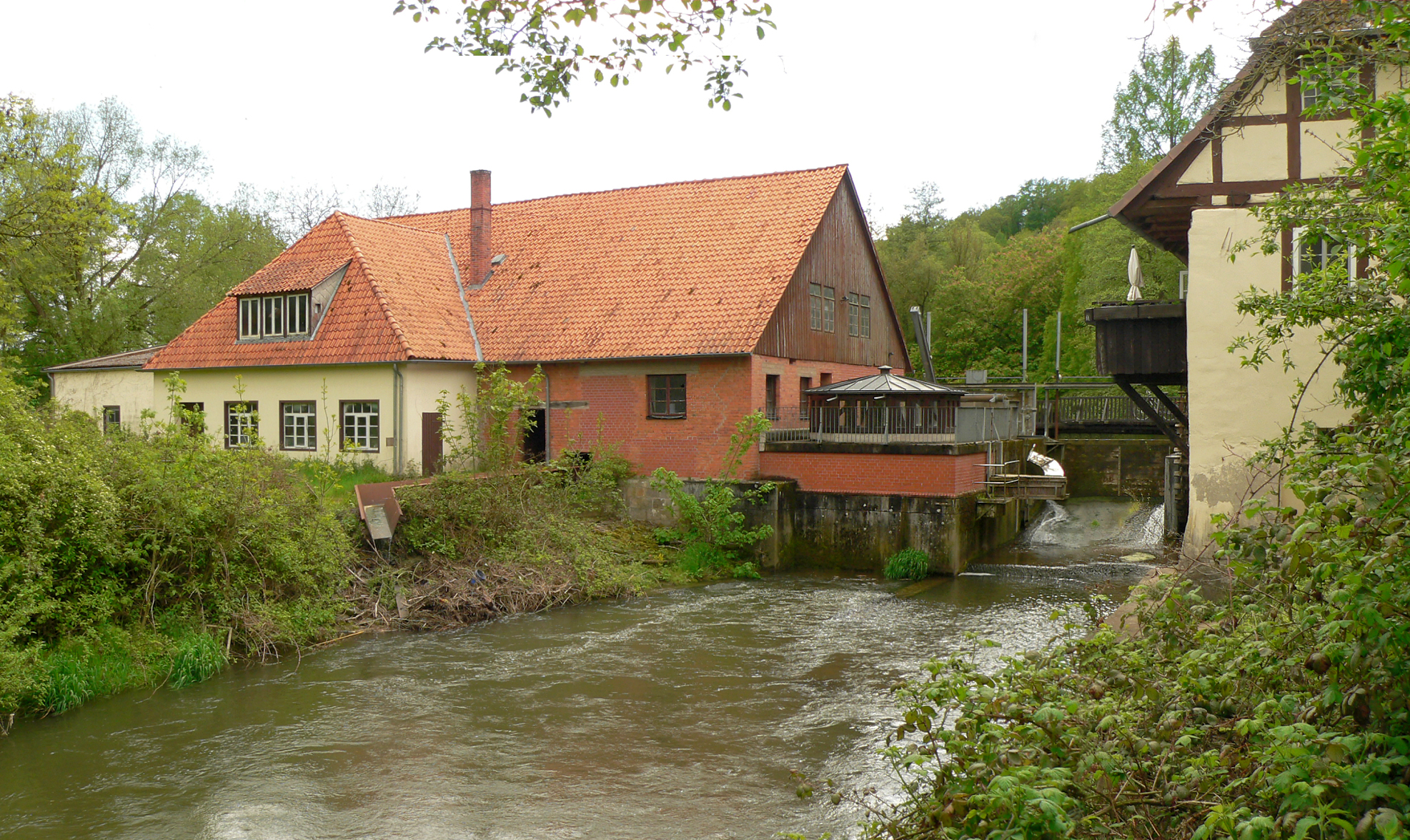
Alte Wassermühle am Schloss Hämelschenburg

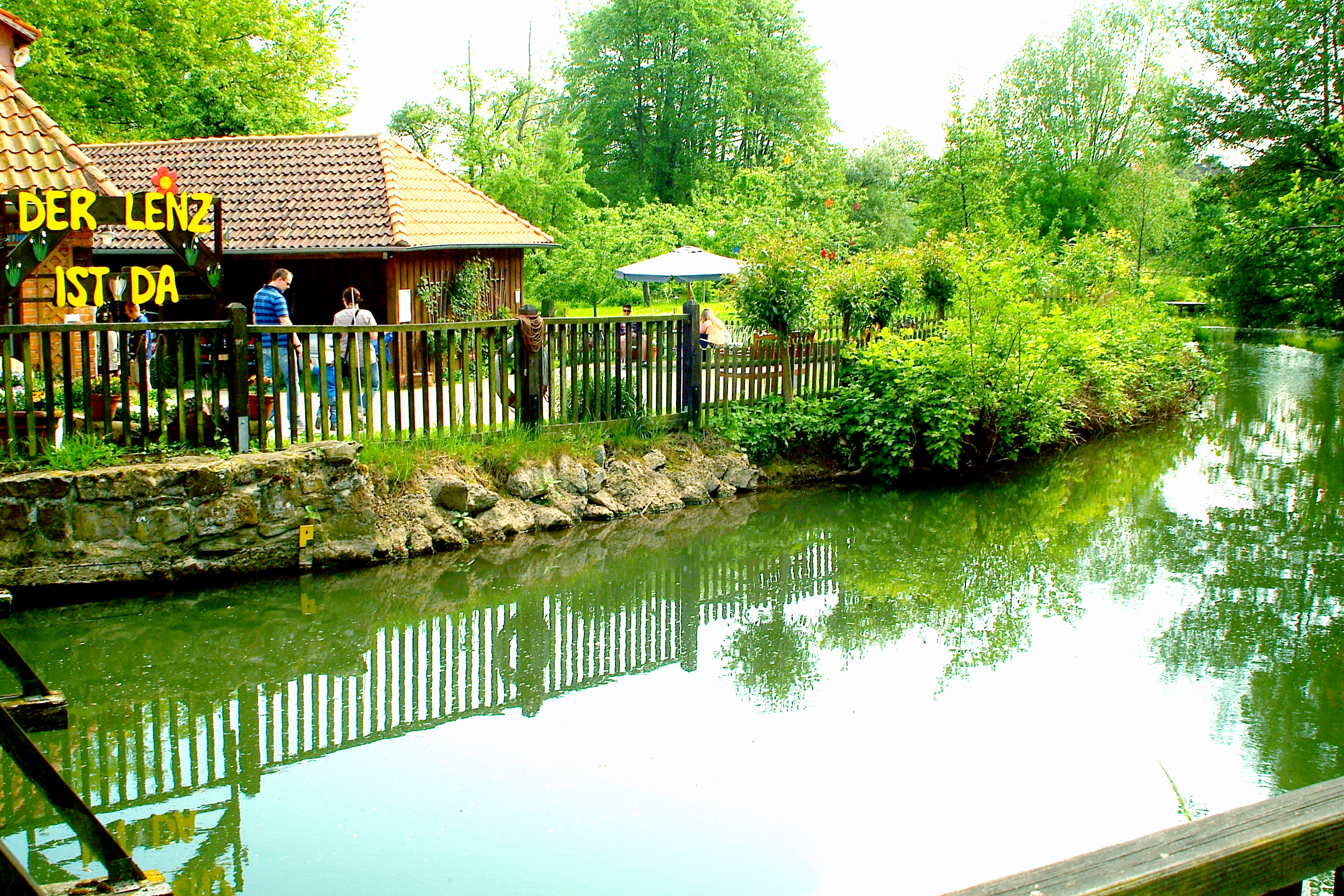
Die Emmer vor dem Wasserkraftwerk bei Rischmade

Wasserkraftwerke befinden sich entlang der Emmer in Steinheim, Wöbbel, Schieder (Wasserkraftwerk Emmer-Stausee) und in Bad Pyrmont. Auch in Welsede, Hämelschenburg und Emmerthal existieren Staustufen, die durch Turbinen Strom erzeugen.